# Лео, Анджело
Андже́ло Ле́о (англ. Angelo Leo; род. 15 мая 1994; Альбукерке, Нью-Мексико, США) — американский боксёр-профессионал, выступающий во второй наилегчайшей (52,1 кг), легчайшей (53,5 кг), второй легчайшей (55,3 кг) и полулёгкой (до 57,1 кг) весовых категориях. Бывший чемпион мира по версии WBO (2020—2021) во втором легчайшем весе. Действующий чемпион мира по версии IBF в полулёгком весе (2024—н.в.)

## Любительская карьера
На любительском ринге Анджело Лео провёл 70 поединков, в 60 из которых одержал победы.

## Профессиональная карьера
Анджело Лео дебютировал на профессиональном ринге 17 ноября 2012 года, одержав победу решением большинства судей над дебютантом Хесусом Пачеко в отеле Crowne Plaza в родном городе Лео, Альбукерке (Нью-Мексико). Обязанности тренера и менеджера Анджело, взял на себя его отец, Мигель.
В 2017 году Анджело Лео подписал контракт с промоутерской компанией Флойда Мейвезера, Мейвезер промоушенс, после того как успешно провёл спарринг с Джервонтой Дэвисом, и был одобрен Флойдом Мейвезером
Проведя 18 рейтинговых поединков, во всех из которых были одержаны победы, Лео вышел на первый титульный поединок. В декабре 2019 года, в поединке за титул чемпиона Северной Америки по версии WBO (WBO-NABO) во второй легчайшей весовой категории (лимитом до 55 кг), Лео нокаутировал в 11-м раунде мексиканца Сесара Хуареса (25-7).

### Завоевание титула чемпиона мира
1 августа 2020 года Лео должен был встретиться в поединке за вакантный титул чемпиона мира с непобеждённым соотечественником Стивеном Фултоном (18-0). Но за несколько дней до поединка Фултон сдал положительный тест на COVID-19, и в качестве соперника для Лео в чемпионском бою был выбран резервный боксёр, так же неимеющий поражений американец Трамейн Уильямс (19-0).
Поединок продлился все отведённые 12 раундов. Начало боя прошло в активной атаке от Уильямса, но Лео быстро пристроился и успешно переломил ход поединка уже в начале боя. По итогу Анджело Лео уверенно победил Уильямса по очкам, и стал новым чемпионом мира в легчайшем весе по версии WBO. Счёт судей 117—111 и 118—110 дважды, в пользу Анджело Лео.

### Поединок со Стивеном Фултоном
23 января 2021 года состоялся долгожданный поединок между Анджело Лео (20-0) и обязательным претендентом на его чемпионский титул, американцем Стивеном Фултоном (18-0). Бой также как и предыдущий прошёл всю дистанцию, в котором Лео утратил чемпионский титул. Фултон был успешнее в большинстве атак, и удачно расстреливал чемпиона на дальней дистанции. Несмотря на разгромный счёт, Лео сумел показать характер в бою, и многие раунды выдавал конкурентный бой. Но это не помогло ему проиграть почти все из них. Фултон выиграл со счётом 118—110, 119—109 и 119—109,и нанёс первое поражение «китайчонку».

### Бой с Томоки Камедой
24 мая в Осаке (Япония) в главном поединке вечера вышел на первую защиту пояса  с обязательным претендентом по линии IBF, экс-чемпионом Томокой Камедой (42-5, 23 КО). Первые четыре раунда остались за чемпионом, который был более многоударен и точен. Камеда почувствовал что проигрывает взвинтил темп и агрессивно пошёл вперёд пытаясь взять рубку. Вторая половина боя выдалась для претендента значительно лучше первых раундов. Анджело стал брать паузы, часто отдавал иницитаиву и только проигрыш 11-го раунда претендентом перевесил чашу весов в его сторону. Судьи отдали победу чемпиону близким решением большинства: 114—114, 115—113 и 116—112.

## Таблица поединков
В таблице перечислены результаты всех поединков боксёров.
В каждой строке указан результат поединка. Дополнительно номер поединка обозначен цветом, который обозначает итог поединка. Расшифровка обозначений и цветов представлена в нижеследующей таблице.
| Пример | Расшифровка                     |
| ------ | ------------------------------- |
|        | Победа                          |
|        | Ничья                           |
|        | Поражение                       |
|        | Планируемый поединок            |
|        | Поединок признан несостоявшимся |
| КО     | Нокаут                          |
| ТКО    | Технический нокаут              |
| PTS    | Решение судей (по очкам)        |
| UD     | Единогласное решение судей      |
| MD     | Решение большинства судей       |
| SD     | Раздельное решение судей        |
| RTD    | Отказ от продолжения боя        |
| DQ     | Дисквалификация                 |
| NC     | Поединок признан несостоявшимся |

| 22 |         | 19 июня 2021    | Аарон Аламеда (25-1)    | США                                           | UD (10)           | 55,3 кг |                                                                                                  |
| 21 | 20(9)-1 | 23 января 2021  | Стивен Фултон (18-0)    | Мохеган-Сан, Анкасвилл, Коннектикут, США      | UD (12)           | 55,3 кг | Утратил титул чемпиона мира по версии WBO, 1-я защита Лео. Счёт судей: 109—119, 109—119, 110—118 |
| 20 | 20(9)-0 | 1 августа 2020  | Трамейн Уильямс (19-0)  | Мохеган-Сан, Анкасвилл, Коннектикут, США      | UD (12)           | 55,3 кг | Завоевал вакантный титул чемпиона мира по версии WBO. Счёт судей: 117—111, 118—110, 118—110      |
| 19 | 19(9)-0 | 28 декабря 2019 | Сесар Хуарес (25-7)     | Филипс-Арена, Атланта Джорджия, США           | TKO 11 (12), 1:12 | 55,3 кг | Поединок за титул чемпиона Северной Америки по версии WBO-NABO                                   |
| 18 | 18(8)-0 | 28 июня 2019    | Марк Джон Яп (30-13)    | Sam's Town Hotel & GH, Лас-Вегас, Невада, США | UD (10)           | 55,3 кг | Счёт судей: 99—91, 98—92, 99—91                                                                  |
| 17 | 17(8)-0 | 5 апреля 2019   | Нил Джон Табанао (17-8) | Sam's Town Hotel & GH, Лас-Вегас, Невада, США | UD (10)           | 55,3 кг | Счёт судей: 100—90, 100—90, 100—89                                                               |

## Особенности стиля
Анджело Лео, по прозвищу китайчонок (исп. El Chinito) работает агрессором в ринге. Не являясь особо пластичным боксёром, преимущественно работает первым номером, и выбрасывает большое количество ударов. Старается замедлить соперника ударами по корпусу, а затем уже в более комфортное манере забирать раунды у уже более статичного оппонента.